# Joc d'estratègia
Un joc d'estratègia és un entreteniment amb un conjunt de normes establert, en el qual un jugador o equips de jugadors poden assolir la victòria mitjançant accions planificades i tècniques més o menys establertes. Actualment, podem trobar-ne com a jocs de taula o en videojocs, tot i que d'altres poden ser jugats en altres suports.

## Característiques
Els jocs d'estratègia poden presentar-se de manera molt diversa. Entre els possibles temes trobem el control d'una civilització (Age of Empires), d'un exèrcit (escacs), d'un continent (dipgame), de l'alcaldia d'una ciutat (SimCity) i infinitat de temes més. També n'hi ha sense un tema concret, i que per tant es basen en el joc en si, com alguns jocs de cartes.
D'altra banda, podem classificar els jocs d'estratègia segons el grau en el que l'atzar hi intervé. Des dels escacs, el go, l'Stratego, o el Diplomacy, on el factor d'atzar és nul o gairebé inexistent, d'altres amb un factor d'atzar lleu, com l'Advance Wars (NDS) i fins a jocs amb un nivell d'atzar més elevat, com ara el Risk o el Backgammon.

## Tipus

### Jocs de taula

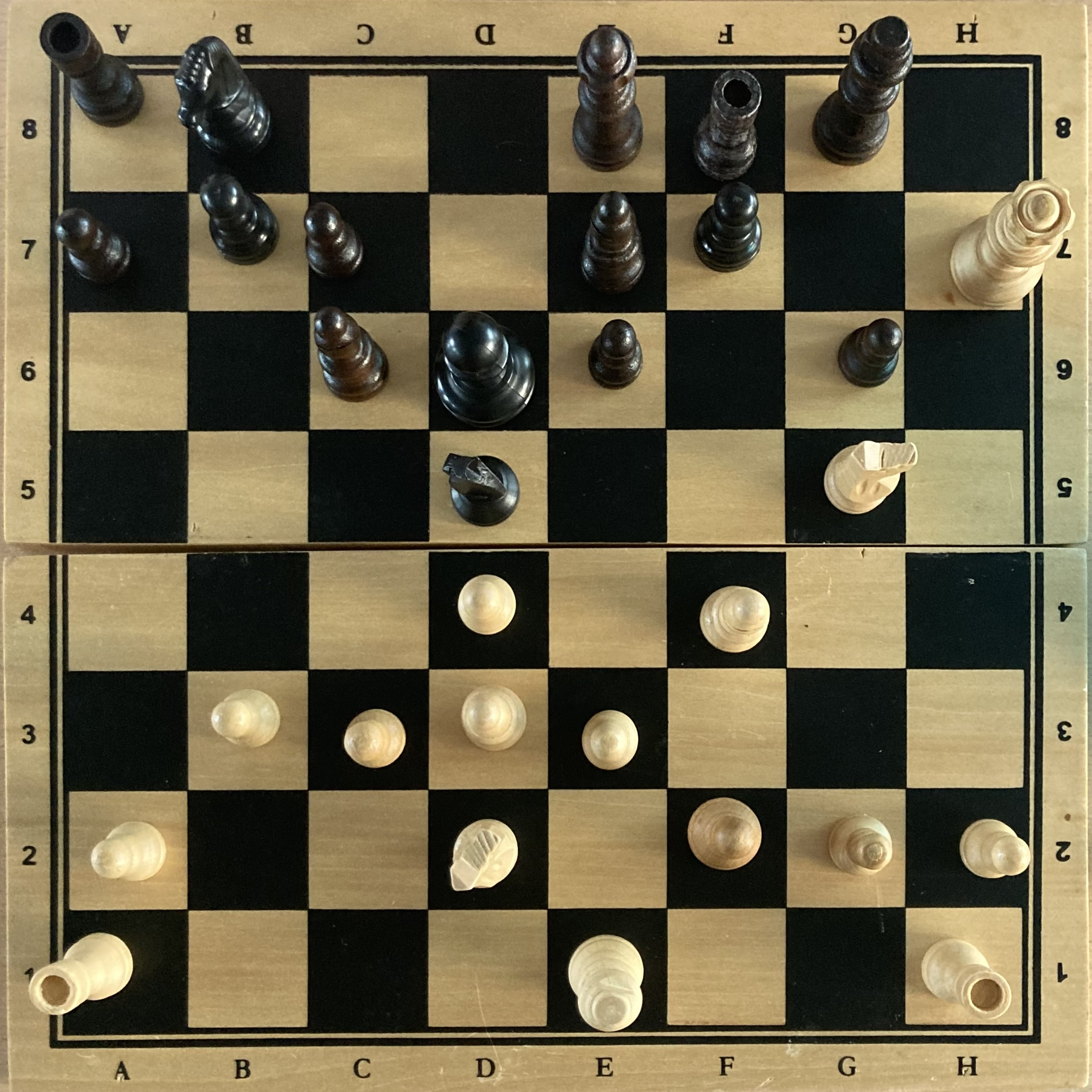
Els escacs són un joc d'estratègia de taula.

Jocs que es juguen generalment sobre una taula, ja siguin de tauler cartes o d'altres. Solen implicar a més d'un jugador i tenen un conjunt de regles i objectius definits.

### Videojocs d'estratègia
Els videojocs d'estratègia són videojocs que requereixen que el jugador posi en pràctica les seves habilitats de planejament i pensament per aconseguir la victòria. En la majoria dels videojocs d'estratègia, "al jugador se li concedeix una vista del món absoluta, controlant indirectament les unitats sota el seu poder". "L'origen dels videojocs d'estratègia està fortament vinculat amb els seus cosins propers, els jocs de taula d'estratègia ". Els videojocs d'estratègia generalment prenen una de quatre possibles formes arquetípiques, depenent de si el joc és per torns, en temps real i de si al joc, l'objectiu és en estratègia militar o tàctiques.